# برودين
ألفا-برودين (بالإنجليزية: Alphaprodine)‏ هو مسكن أفيوني صنعي مرتبط كيميائيا بصيغة الميبيريدين ومشابه لفعله، ولكنه يملك بداية تأثير أسرع وفترة تأثير أقصر (1-2) ساعة.

## الصيغة الكيميائية
C16H23NO2

## الأشكال الصيدلانية
حقن تحت الجلد.

## الاستخدام
يستخدم في التوليد، كعلاج تمهيدي للعملية.
للعمليات الجراحية البسيطة.
للإجراءات السنية وعملياتها.

## الآثار الجانبية
التثبيط التنفسي مع الجرعات العالية.
حكة جلد.
غثيان.